# アカリ・ダル
アカーリー・ダル（ヒンディー語: अकाली दल、英: Akali Dal） は、インドの宗教政党・地域政党。1920年に創設。シク教の教義を基盤とし、シク教徒の多いパンジャーブ州に強い支持基盤を有する。正式名称は シローマニ・アカーリー・ダル（英：Shiromani Akali Dal）。1980年代にはシク教の独立国カリスタンを建国しようとする過激派に押され、インディラ・ガンディー（ブルースター作戦などの対シク過激派強硬策によりシク教徒護衛兵に暗殺された）、ラジーヴ・ガンディー両首相が率いるインド国民会議と激しく対立した。現在もその経緯からインド人民党と協力関係にあり、パンジャーブ州政権の最大与党としてプラカーシュ・シン・バダル党首を州首相に輩出している。